# Ferruccio Busoni
Ferruccio Dante Michelangelo Benvenuto Busoni (1. dubna 1866, Empoli – 27. července 1924, Berlín) byl italsko-německý hudební skladatel, pedagog, teoretik hudby a klavírní virtuos.

## Život
Ferruccio Busoni se narodil v toskánském městě Empoli jako jediné dítě dvou profesionálních hudebníků. Jeho otec, Ferdinando, byl klarinetista a matka, Anna, byla klavíristka pocházející z tehdy rakouského Terstu. Rodiče byli často na koncertních cestách, takže syn většinu svého dětství prožil v Terstu u rodičů své matky. Ovládal jak italštinu, tak němčinu.
Busoni byl zázračným dítětem. První veřejné vystoupení absolvoval jako klavírista společně se svými rodiči ve věku sedmi let. V devíti letech vystoupil s orchestrem s koncertem c-moll W.A. Mozarta. V roce 1876 hrál již své vlastní skladby ve Vídni. Mezi návštěvníky tohoto koncertu byl i Franz Liszt a seznámil se zde s dalšími předními hudebníky té doby Johannesem Brahmsem a Antonem Rubinsteinem.
Ve Vídni trpěl zdravotními potížemi a tak rodina na radu lékaře přesídlila do Štýrského Hradce. Zde studoval u skladatele a pedagoga Wilhelma Mayera (který své skladby publikoval pod pseudonymem W.A. Rémy). Jeho dvouroční kurz kompozice absolvoval během patnácti měsíců. Kromě toho byl podporován dalším skladatelem Wilhelmem Kienzlem, který mu dokonce svěřil řízení vlastní skladby Stabat Mater. V roce 1886 odešel do Lipska, kde byl žákem Carla Reineckeho.
V roce 1888 se stal učitelem hudby v Helsinkách. V Helsinkách se i oženil s Gerdou Sjöstrand, dcerou švédského sochaře Carla Sjöstranda, a získal i celoživotní přátelství se skladatelem Jeanem Sibeliem. V roce 1890 zvítězil v soutěži Antona Rubinsteina se svým Koncertním kusem pro klavír a orchestr op. 31a. V témže roce vyučoval na konzervatoři v Moskvě a v letech 1891–1894 ve Spojených státech, kde kromě toho podnikal koncertní turné.

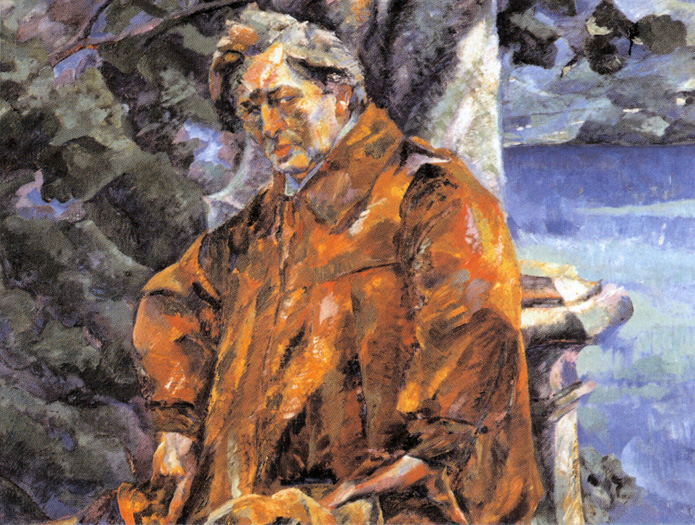
Portrét Ferruccia Busoniho, 1916
Umberto Boccioni
Galleria Nazionale d'Arte Moderna, Řím

V roce 1894 se usadil v Berlíně, kde vystupoval na koncertech jako klavírista i jako dirigent. Na svých koncertech propagoval zejména soudobou hudbu. Kromě toho vyučoval v mistrovských kurzech vysokých hudebních škol ve Výmaru, Vídni a Basileji. Mezi jeho žáky byli např. Egon Petri a Stanley Gardner.
V roce 1907 publikoval své stěžejní teoretické dílo: Entwurf einer neuen Ästhetik der Tonkunst (Náčrt nové hudební estetiky), ve kterém kritizuje přílišnou vázanost dosavadní hudby a předvídá, že hudba budoucnosti bude založena na rozdělení oktávy na více než dvanáct tónů. Jeho filosofie, že „Hudba se zrodila svobodná a získání svobody je jejím osudem“, hluboce ovlivnila jeho studenty, zejména pak Percy Graingera a Edgarda Varèse, kteří později sehráli významnou roli v rozvoji hudby 20. století.
Během první světové války žil nejprve v Bologni, kde byl ředitelem konzervatoře, a později v Curychu. Jako hluboce přesvědčený pacifista odmítal vystupovat v jakékoliv zemi, která se účastnila války. Do Berlína se vrátil až v roce 1920, aby vyučoval v mistrovských kurzech skladby. Mezi jeho žáky té doby, kteří se později zvláště proslavili, patří např. Kurt Weill, Edgard Varèse, Friedrich Löwe, Aurelio Giorni a Stefan Wolpe.

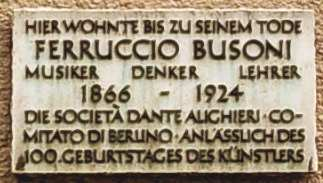
Pamětní deska v Berlíně

Zemřel v Berlíně na onemocnění ledvin. Je pohřben na III. městském hřbitově na Stubenrauchstraße. Jeho vlastní skladby upadly na čas v zapomenutí a byl připomínán hlavně jako vynikající klavírní virtuóz a autor klavírních úprav skladeb Johanna Sebastiana Bacha. Kolem roku 1980 však došlo k výraznému oživení zájmu o jeho vlastní dílo.
Busoniho připomíná pamětní deska na domě, kde naposledy žil (Berlin-Schöneberg, Viktoria-Luise-Platz 11), a je po něm pojmenována mezinárodní klavírní soutěž, která se koná každoročně v Bolzanu v Itálii.

## Dílo
Busoni zkomponoval na 300 vlastních skladeb a dalších více než 100 děl jsou klavírní úpravy skladeb jiných skladatelů, mezi nimiž vynikají zejména klavírní nebo varhanní úpravy děl Johanna Sebastiana Bacha. Více než 200 skladeb zkomponoval ještě před 20. rokem svého života.
Většina Busoniho skladeb je určena klavíru. Jeho hudba je typicky kontrapunktická s několika současně se odvíjejícími melodickými linkami. Ačkoliv hudba není nikdy zcela atonální v Schoenbergově smyslu, jsou jeho vyspělá díla počínaje Elegiemi (BV 249) často tonálně neurčitá.
Ve svých skladbách často používal témata skladeb jiných skladatelů. Např. 4. věta klavírního cyklu An die Jugend používá dvě témata z 24 Capricií Niccolò Paganiniho, či klavírní sonatina č. 6 z roku 1920 je postavena na tématech z Bizetovy opery Carmen.
K dalším inspiračním zdrojům patří i prvky neevropské hudby. Indiánská fantasie pro klavír a orchestr z roku 1913 vychází z indiánských melodií, které zaznamenala etnografka Natalie Curtis Burlin.
Patrně nejznámější orchestrální skladbou Busoniho je suita Turandot z roku 1905, která se v roce 1917 stala základem pro stejnojmennou operu. Busoni dokončil ještě další dvě opery. Die Brautwahl (1911) a Arlecchino (1917). Čtvrtá opera, Doktor Faust, zůstala nedokončena. Dokončil ji jeho žák Philipp Jarnach. V roce 1980 se dočkala další verze z dílny Busoniho životopisce a znalce jeho díla Antony Beaumonta na základě poznámek z pozůstalosti, ke kterým Jarmach neměl přístup.